# Zpátky do ringu
Zpátky do ringu (v anglickém originále Grudge Match) je americká filmová komedie z roku 2013. Režisérem filmu je Peter Segal. Hlavní role ve filmu ztvárnili Robert De Niro, Sylvester Stallone, Kevin Hart, Alan Arkin a Kim Basinger.

## Obsazení
| Robert De Niro     | Billy McDonnen  |
| Sylvester Stallone | Henry Sharp     |
| Kevin Hart         | Dante Slate Jr. |
| Alan Arkin         | Louis Conlon    |
| Kim Basinger       | Sally           |
| Jon Bernthal       | B.J.            |
| Camden Gray        | Trey            |
| Mike Tyson         | sebe            |
| Evander Holyfield  | sebe            |